# Riu Pandaruan

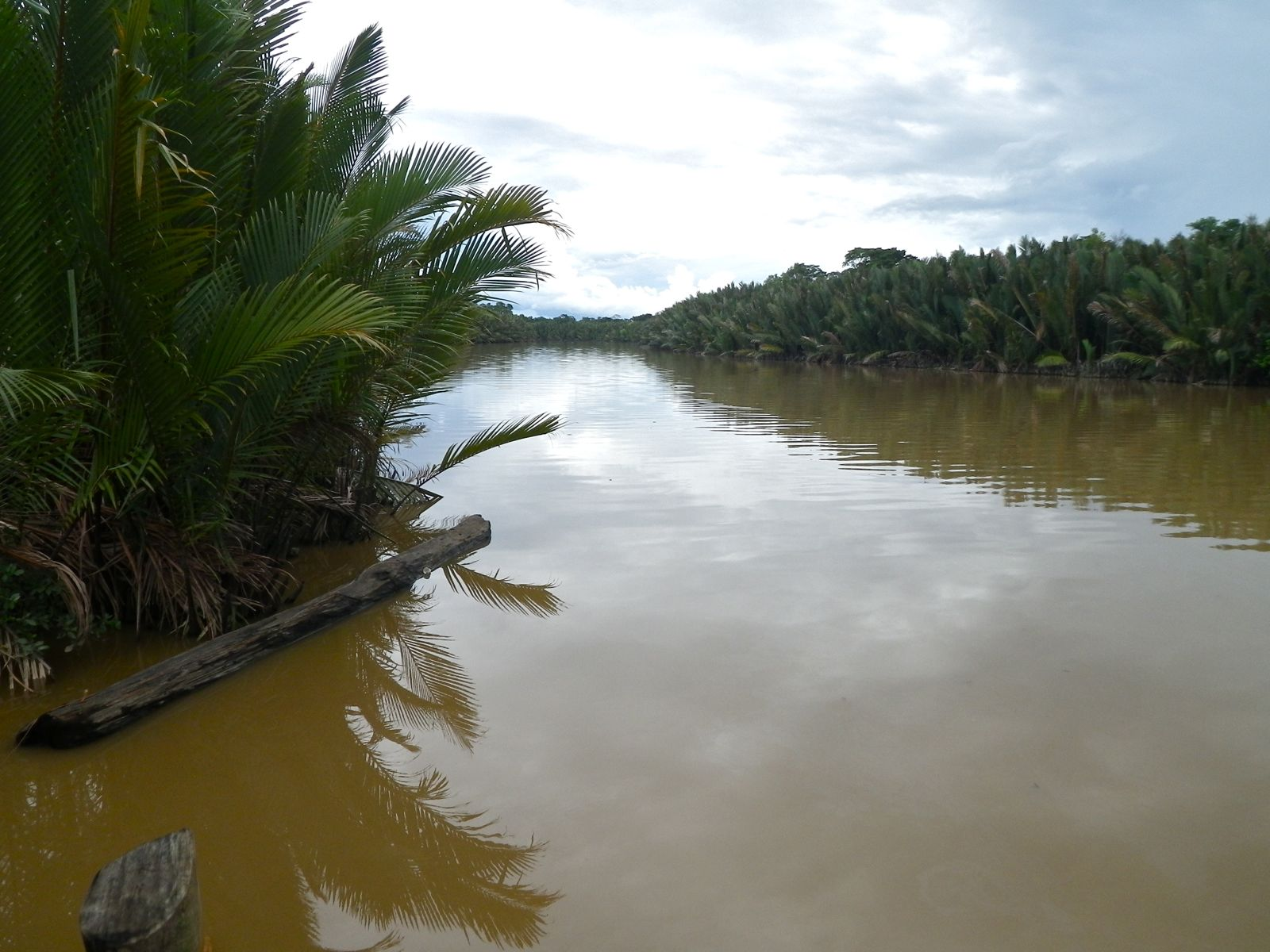
Fotografia del riu Pandaruan (Sarawak)

El riu Pandaruan (en malai: Sungai Pandaruan) és un riu internacional a l'illa de Borneo. El riu forma part de la frontera internacional entre els països asiàtics de Brunei i Malàisia. El riu separa el districte de Limbang, en l'estat de Sarawak, Malàisia i el Districte Temburong, un enclavament del Sultanat de Brunei. El riu desemboca en la badia de Brunei. Hi ha un servei de ferri que creua el riu. Es localitza en les coordenades geogràfiques: 04° 20′ N, 114° 22′ E / 4.333°N,114.367°E.